# 段纯妃 (明熹宗)
段纯妃（1607年5月10日—1629年7月3日），南京鷹揚衛人，明熹宗妃嫔。

## 生平
万历三十五年四月十五日巳时出生:1254，父親段黄彝，因女貴升任四品指挥同知，生母為肖氏。
天启元年時（1621年)四月初二日，段氏以選美前三名的身份入宮。越五月十三日，封為纯妃:1254。段氏甚有美色，泰昌帝的宮御曹氏在回憶宮詞中題詠：“寶妝雲髻嚲金衣，嬌小豐姿傍玉扉；新入未諳宮禁事，低頭先拜段純妃。”《酌中志》中，她与王良妃相对，被称为西宮段娘娘。
明熹宗登極時，段純妃與魏忠賢客氏等人也並無衝突。崇祯二年五月十三日午时，年僅二十二歲的段氏去世，谥号恭惠。崇祯四年闰十一月二十二日葬在金山。李成妃、張裕妃也葬於董四墓村明墓中:1254。
《北京西郊董四墓村明墓发掘记——第一号墓》曾記載，主室內有石条铺成的石台，台上放着三口棺椁。虽然都被盗掘者移动过，但由于椁底和墓志的存在，仍可以判断原来位置。左侧是张裕妃，中间是段纯妃，右侧是李成妃。段妃棺移动较少，仅离开了椁底。椁木折毁一部，棺的左上角被劈毁。棺椁内部被掏空，段純妃的尸骨散落在棺外，头骨則被扔在棺椁夹缝中:1252。

## 相关资料
- 《熹庙恭惠纯妃圹志》
- 《明熹宗實錄》